# AAAMYYY
AAAMYYY（エイミー、1991年2月5日 - ）は、日本の女性シンガーソングライター、トラックメイカーである。バンド・Tempalayのコーラス・シンセサイザー担当。長野県出身。

## 人物
AAAMYYY名義でソロのシンガーソングライターやバンドTempalayのメンバーとして活動する一方、楽譜は読めないが、スマホアプリ「Figure」で8割がた曲を作りパソコンで仕上げる手法で作曲した曲を、木村カエラ、KANDYTOWNのメンバーRyohuのゲストボーカル、TENDREのサポートシンセサイザー、DAOKOなどのアーティストへ提供している。また、CMソングの歌唱、モデル、ラジオMCなど幅広く活動している。
音楽制作を始めたきっかけは、学生時代から軽音楽部で色々な楽器に触れていたことや留学先のカナダで出会ったTame ImpalaやGorillazの音楽に魅了されたこと。留学中にフリーDTMソフト・GarageBandで音楽制作を始めて以来、すべてのサウンドデザインをDTMで行い、トラックは全て音楽制作アプリで制作している。DAWで一人でトラックメイクすることにより、バンドをやっていた頃に感じていたストレスが解消されたためである。
音楽に関して影響を受けた人物は二人いて、まず一人目は若い頃に兄弟でブルースバンドをやっていて音楽スタジオのようにたくさんの機材を持っていた父親、もう一人は2018年に亡くなったDTMの師匠のTakuma Oikawa。
歌詞については、eimie名義時代の曲は全て英詞だったが、それでは相手に伝わらないと思い、ソロになってからは日本語で歌うようになった。
カナダに留学するまでは、親が好きだったカーペンターズやビートルズや演歌、姉二人がファンで自分も軽音楽部でカバーしていた東京事変（椎名林檎）、テレビから流れて来るMr.Childrenなどの様なポップスに触れるくらいだった。
音楽を続けていく中でロールモデルとしているアーティストは、M.I.A.、Grimes、Electric Youth、宇多田ヒカルのようなエレクトロ寄りでヒップホップ、R&Bにも通じ、すべてを自分でこなしているようなアーティスト、そしてカーペンターズ。その中でもM.I.A.が一番で、「自我がマックス、みたいなところが大好きです」と語り、トラック、歌い方、表現の仕方も含めて憧れている。いつか共演したいアーティストはMØ、Gallant、Childish Gambino。

## 略歴
自然が豊かで農業が盛んな人口3000人ほどの長野県の村で育つ。
小1から中3まで隣家のピアノ教室に通う。
高校時代は色々な楽器を演奏できるようになりたくて軽音楽部に所属、ドラムやベース、ギターと一通り触った。また軽音部の他にもESS（英会話クラブ）、書道部、被服部（服を作る部活）をかけ持ちしていた。
エア・カナダのキャビン・アテンダントを目指して英語を学ぶために外語大に進学、三年次に休学してカナダのCA専門学校に通う。そのときに海外の音楽シーンに触れ、ノートパソコンに入っていたフリーDTMソフト・GarageBandで音楽制作を始める。
帰国後、大学を卒業してから一旦ECCの講師になる。
2014年からユニットeimieのボーカル・ソングライター・プログラミング担当のAmyとして活動開始。
2015年頃にTempalayやRyohuと出会い、そのサポートを始める。
2016年8月31日をもってeimieとしての活動を終了。
2017年からAAAMYYY名義でソロ活動を開始。
2018年6月にそれまでサポートとして参加していたTempalayに正式加入。
2019年2月、ソロとしての1stフルアルバム『BODY』をリリース。9月20日に公開された映画『HELLO WORLD』のサウンドを手掛ける、OKAMOTO'Sを中心に結成された音楽集団プロジェクト「2027Sound」にボーカルとして参加。

## 所属グループ
GO RETRO（ゴー・レトロ）
- 女性2人組エレクトロユニット。芸能事務所と育成契約を結ぶことに成功したが、その期間中にもう1人のメンバーが大阪へ行くことになって解散を余儀なくされた。解散したのは2014年で、活動期間は1年ほどだった。

eimie（エイミー）
- 2014年、東京にて結成されたAmy（エイミー/ボーカル・ソングライター・プログラミング）とTakuma（タクマ/マニピュレーター）によるエレクトロニカユニット。2015年から活動開始、シングルとEPを各1枚リリースするが、2016年8月に解散。
- 楽曲は全て英詞で、音数の多いバンドのような作りだった。しかし作り込まれた音楽に違和感を覚えるようになり、シンプルに等身大で自分の曲の作り方をしたほうが生身の音楽になると思って原点に立ち返るためにソロ活動を決意した。

Tempalay（テンパレイ）
- 日本の3人組ロックバンド。2018年7月に正式メンバーとして加入。

## 使用機材
- KORG「minilogue」[8]
- Roland「SP-555」[8]
- Dave Smith Instruments「Prophet'08」[8]
- VOX「Continental」[8]

- Clavia nord stage 3

- sequential prophet-6

- Roland SH101 GAIA

- KORG microkorg XL+

- KORG prolouge-16

- KORG modwave

## 作品

### 自主制作
|     | 発売日         | タイトル                     | 規格                | 規格品番   | レーベル     | 備考                                                             |
| --- | -------------- | ---------------------------- | ------------------- | ---------- | ------------ | ---------------------------------------------------------------- |
| 1st | 2017年9月17日  | WEEKEND EP                   | カセットテープ      |            | AAAMYYY      |                                                                  |
| 2nd | 2018年2月8日   | MABOROSI EP                  | カセットテープ      |            | AAAMYYY      |                                                                  |
| 3rd | 2018年10月17日 | ETCETRA EP                   | カセットテープ 配信 |            | AAAMYYY      |                                                                  |
|     | 2019年2月9日   | MABOROSI WEEKEND             | 配信                |            | AAAMYYY      | カセットテープEP2部作を合わせた配信限定ミニアルバム。            |
|     | 2019年4月3日   | WEEKEND / MABOROSI / ETCETRA | LPレコード          | FLAKES-207 | FLAKE SOUNDS | カセットテープEP3部作の楽曲12曲を収録した限定350枚のアナログ盤。 |

### シングル
|     | 発売日         | タイトル                             | 備考             | |
| --- | -------------- | ------------------------------------ | ---------------- | --- |
| 1st | 2019年1月30日  | 屍を越えてゆけ                       | 先行配信シングル | |
| 2nd | 2019年11月13日 | DAYZ (AAAMYYY x MONJOE)              | 配信シングル     | |
| 3rd | 2020年5月13日  | HOME                                 |                  | SUUMO WEBコマーシャルソング（2020年）                                                                                                 |
| 4th | 2020年7月8日   | Leeloo                               |                  | 北九州市プロモーションムービー（2020年）                                                                                              |
| 5th | 2020年8月5日   | Utopia                               |                  | |
| 6th | 2021年6月25日  | AFTER LIFE                           | 先行配信シングル | - コーラス:Shin Sakiura - コーラス:Tondenhey(ODD Foot Works) - コーラス・ベース:TENDRE - ドラム:石若駿                                |
| 7th | 2022年6月1日   | 雨 feat. (sic)boy                    | 配信シングル     | - ギター:Kiichi Arimoto(ODD Foot Works) - ギター・ベース:Shorter Takagi(BREIMEN) - チェロ:Junpei Hayashida - ドラム:So Kanno(BREIMEN) |
| 8th | 2022年6月22日  | あの笑み feat. ano                   | 配信シングル     | - ギター:Kiichi Arimoto(ODD Foot Works) - ギター・ベース:Shorter Takagi(BREIMEN) - ドラム:Natsuki Fujimoto(Tempalay)                  |
|     | 2022年3月25日  | ANNIHILATION EXTRA@LIQUIDROOM (Live) | ライブ音源       | 5曲入り |
|     | 2024年2月21日  | 救世主                               | 配信シングル     | |

### 「eimie」名義
|          | 発売日         | タイトル        | 規格                           | 規格品番 | レーベル         |          |
| シングル | シングル       | シングル        | シングル                       | シングル | シングル         | シングル |
| -------- | -------------- | --------------- | ------------------------------ | -------- | ---------------- | -------- |
| 1st      | 2014年7月14日  | Truth           | 音楽配信                       |          | 自主制作         |          |
| 2nd      | 2014年12月25日 | Chillin' Magic  | 音楽配信                       |          | 自主制作         |          |
| 3rd      | 2015年10月14日 | Carnival        | CDシングル、音楽配信           | MXTR-008 | Maxtreme Records |          |
| EP       |                |                 |                                |          |                  |          |
| 1st      | 2015年10月14日 | Silver Fox E.P. | CD、音楽配信                   | MXTR-014 | Maxtreme Records |          |
| アルバム |                |                 |                                |          |                  |          |
| 1st      | 2016年8月31日  | eimie           | ライブ会場限定CD発売、音楽配信 |          | 自主制作         |          |

### 楽曲提供／参加作品
| 発売日         | 曲名                                                                      | 収録された作品                                                                                  |
| -------------- | ------------------------------------------------------------------------- | ----------------------------------------------------------------------------------------------- |
| 2014年6月9日   | Supernova feat. Amy from eimie                                            | STEI『Supernova feat. Amy from eimie』                                                          |
| 2015年8月5日   | Crutch feat. Amy from eimie                                               | a fluxy『Walking on the same ground』                                                           |
| 2016年5月27日  | Dangerlove                                                                | JSquared feat. Amy『Dangerlove』                                                                |
| 2016年6月8日   | Poison                                                                    | FIVE NEW OLD『Ghost In My Place EP』                                                            |
| 2016年9月21日  | Garland (feat. Amy Furuhara)                                              | 今泉翔『Garland (feat. Amy Furuhara)』                                                          |
| 2016年11月28日 | Make Me Feel                                                              | JSquared feat. AAAMYYY『Make Me Feel』                                                          |
| 2017年6月30日  | RMB Me (feat. Amy)                                                        | JSquared『RMB Me』                                                                              |
| 2017年9月29日  | All in One ※コーラス                                                      | Ryohu『Blur』                                                                                   |
| 2017年12月20日 | チャームポイント                                                          | DAOKO『THANK YOU BLUE』                                                                         |
| 2018年2月5日   | All Night (feat. AMY & Irie)                                              | The Jazz Zodiac『All Night (feat. AMY & Irie)』                                                 |
| 2018年9月18日  | FLASH feat. Nao Kawamura, AAAMYYY, 大坂朋子(豪華絢爛Ver.) (Live in Tokyo) | SANABAGUN.『OCTAVE Live in Tokyo』                                                              |
| 2018年11月14日 | 桃源郷とタクシー ※コーラス＆MV出演                                        | Mega Shinnosuke『momo』                                                                         |
| 2018年10月12日 | All in One (Remix) [feat. IO & KEIJU] ※コーラス                           | Ryohu『Ten Twenty』                                                                             |
| 2018年11月30日 | Song in Blue (Interlude) [feat. AAAMYYY]                                  | Ryohu『Ten Twenty』                                                                             |
| 2018年11月30日 | run away                                                                  | KEIJU (KANDYTOWN)『heartbreak e.p.』                                                            |
| 2019年3月1日   | Vampires                                                                  | The Jazz Zodiac『Set Me Free EP』                                                               |
| 2019年3月1日   | Set Me Free                                                               | The Jazz Zodiac『Set Me Free EP』                                                               |
| 2019年3月9日   | KAMERA / Music Bar Session (TOKYO SOUNDS) [feat. Tendre]                  | V.A.『Music Bar Session』                                                                       |
| 2019年4月17日  | YOU feat. AAAMYYY & Itto                                                  | TSUBAME『THE PRESENT』                                                                          |
| 2019年4月24日  | 髪と紺 feat. AAAMYYY                                                      | 踊Foot Works『GOKOH』                                                                           |
| 2019年6月5日   | Lost Youth feat. AAAMYYY                                                  | Opus Inn『Time Stand Still』                                                                    |
| 2019年7月3日   | Intro -Blues- ※作詞                                                       | Solmana『AMANECER』                                                                             |
| 2019年7月3日   | Step Ahead ※作詞                                                          | Solmana『AMANECER』                                                                             |
| 2019年7月3日   | Roots ※作詞                                                               | Solmana『AMANECER』                                                                             |
| 2019年7月3日   | Set Me Free (feat.DIAN) ※作詞                                             | Solmana『AMANECER』                                                                             |
| 2019年7月10日  | ダウナーラブ (feat. AAAMYYY)                                              | yonkey『ダウナーラブ (feat. AAAMYYY)』                                                          |
| 2019年7月30日  | clione ※作曲・編曲                                                        | 木村カエラ『いちご』                                                                            |
| 2019年9月18日  | オープニングテーマ feat. AAAMYYY                                          | 2027Sound『「HELLO WORLD」オリジナル・サウンドトラック』                                        |
| 2019年10月2日  | IN SIGHT ※コーラス                                                        | TENDRE『IN SIGHT』                                                                              |
| 2020年2月5日   | IDEN feat. AAAMYYY                                                        | BREIMEN『TITY』                                                                                 |
| 2020年2月12日  | このまま夢で feat. AAAMYYY                                                | Shin Sakiura『NOTE』                                                                            |
| 2020年3月21日  | NIGHT RUNNING                                                             | Shin Sakiura feat. AAAMYYY『NIGHT RUNNING (TVアニメ『BNA ビー・エヌ・エー』EDテーマ)』          |
| 2020年5月27日  | このまま夢で feat. AAAMYYY (Home Session)                                 | Shin Sakiura『このまま夢で feat. AAAMYYY (Home Session)』                                       |
| 2020年6月24日  | Walk The Line feat. AAAMYYY                                               | Max Jenmana『555!』                                                                             |
| 2020年7月29日  | ハイウェイ                                                                | PEARL CENTER X AAAMYYY 『ハイウェイ』                                                           |
| 2020年8月11日  | Deep Down ft. AAAMYYY                                                     | Sen Morimoto『Sen Morimoto』                                                                    |
| 2020年9月2日   | LOOP feat. AAAMYYY                                                        | オカモトショウ『CULTICA』                                                                       |
| 2020年9月23日  | FRESH feat. Ryohu ※コーラス                                               | TENDRE『LIFE LESS LONELY』                                                                      |
| 2020年10月7日  | The Moment ※ゲストボーカル                                                | Ryohu『DEBUT』                                                                                  |
| 2020年10月23日 | Midnight Routine ※コーラス                                                | Mega Shinnosuke『Midnight Routine』                                                             |
| 2020年11月4日  | Flower ※ゲストボーカル                                                    | Ryohu『Collage』                                                                                |
| 2021年1月6日   | GLASS feat. AAAMYYY                                                       | オカモトショウ『CULTICA』                                                                       |
| 2021年2月17日  | Magic feat. AAAMYYY                                                       | 80KIDZ『ANGLE』                                                                                 |
| 2021年3月31日  | P.L.T / AAAMYYY Feat. ermhoi, Julia Shortreed                             | 映画『ゾッキ』オリジナル・サウンドトラック                                                      |
| 2021年4月28日  | Magic feat. AAAMYYY (tofubeats Remix)                                     | 80KIDZ『Magic (tofubeats Remix)』                                                               |
| 2021年4月28日  | NO SAD!! feat. AAAMYYY                                                    | BUGS, TSUBAME『HELLO NEW WORLD』                                                                |
| 2021年5月7日   | キラクに (feat. AAAMYYY)                                                  | NABOWA『Fantasia』                                                                              |
| 2021年6月23日  | No End                                                                    | Solmana & AAAMYYY『No End』（配信限定）                                                         |
| 2021年7月28日  | It's So Natural                                                           | Maika Loubté & AAAMYYY『It's So Natural』（配信限定）                                           |
| 2021年9月22日  | Love Shower (feat. AAAMYYY, ermhoi, Nao Kawamura & 吉田沙良(モノンクル))  | Solmana『Love Shower (feat. AAAMYYY, ermhoi, Nao Kawamura & 吉田沙良(モノンクル))』（配信限定） |
| 2021年11月17日 | Reconnect (Yaffle feat. Daichi Yamamoto & AAAMYYY)                        | V.A.『Pokémon 25: ザ・アルバム』                                                                |
| 2022年12月15日 | AWA (feat. AAAMYYY, ermhoi, Nao Kawamura & 吉田沙良(モノンクル)) [Remix]  | Solmana『AWA (feat. AAAMYYY, ermhoi, Nao Kawamura & 吉田沙良(モノンクル)) [Remix]』（配信限定） |
| 2022年3月16日  | Deep Down ft. AAAMYYY (玉名ラーメン Remix)                                | Sen Morimoto『Deep Down ft. AAAMYYY (玉名ラーメン Remix)』（配信限定）                          |

- TOMMY HILFIGER 2018 S/S WOMENS COLLECTION feat. Aya Omasa WEBムービー（2018年）
- Panasonic「ナノケアドライヤー」CMソング（2018年）
- ヘーベルハウス 新テクスチャ・ブリックバーミリオン CMソング（2018年）
- 花王「プリマヴィスタ」CMソング（2018年）
- 経済産業省「空飛ぶクルマ」ムービー「さあ、空を走ろう。」（2019年）[17]
- UNIQLO JEANS CMソング（2019年）
- Microsoft Surface 「DIVE to 沼!!」 WEBムービー（2021年）

## ミュージックビデオ
| 公開日         | 曲名                       | 監督                              |
| -------------- | -------------------------- | --------------------------------- |
| 2018年3月10日  | BLUEV (Feat. Ryohu)        | SouSick                           |
| 2018年6月8日   | MABOROSI                   | Kazuhiko Hiramaki (GEEK PICTURES) |
| 2018年12月19日 | EYES (feat. CONY PLANKTON) | Margt (PERIMETRON)                |
| 2019年1月30日  | 屍を越えてゆけ             | 黒柳勝喜                          |
| 2019年4月18日  | 愛のため                   | Kei Murotani                      |
| 2020年6月1日   | HOME                       | Margt (PERIMETRON)                |
| 2021年7月5日   | AFTER LIFE                 | Margt (PERIMETRON)                |
| 2021年8月4日   | TAKES TIME                 | Margt (PERIMETRON)                |
| 2022年6月1日   | 雨 feat. (sic)boy          | Yudai Maruyama                    |
| 2022年7月12日  | あの笑み feat. ano         | GROUPN                            |

## ライブ

### ワンマンライブ・主催イベント
- 2019年3月9日 - RELEASE PARTY “BODY~屍を越えてゆけ~”（東京・渋谷WWW）
- 2019年3月30日 - RELEASE PARTY “BODY~屍を越えてゆけ~”（大阪 CONPASS）